# Thun Tigers 2022
Questa voce raccoglie le informazioni riguardanti i Thun Tigers nelle competizioni ufficiali della stagione 2022.

## Lega Nazionale A 2022

### Stagione regolare
| Coira 3 aprile 2022, ore 14:30 2ª giornata | Calanda Broncos | 49 – 21 referto | Thun Tigers | Hallenbad Obere Au\| Arbitro: \| Waldburger \| |
| Arbitro:                                   | Waldburger      |                 |             |                                                |

| Thun 10 aprile 2022, ore 14:30 3ª giornata | Thun Tigers | 35 – 20 referto | Winterthur Warriors | Stadion Lachen\| Arbitro: \| Strähl \| |
| Arbitro:                                   | Strähl      |                 |                     |                                        |

| Thun 18 aprile 2022, ore 14:30 4ª giornata | Thun Tigers | 34 – 0 referto | Zürich Renegades | Stadion Lachen\| Arbitro: \| Jordan \| |
| Arbitro:                                   | Jordan      |                |                  |                                        |

| Berna 24 aprile 2022, ore 14:30 5ª giornata | Bern Grizzlies | 24 – 7 referto | Thun Tigers | Stadio di atletica leggera Wankdorf\| Arbitro: \| Fouillet \| |
| Arbitro:                                    | Fouillet       |                |             |                                                               |

| Thun 1º maggio 2022, ore 14:30 6ª giornata | Thun Tigers | 41 – 6 referto | Geneva Seahawks | Stadion Lachen\| Arbitro: \| Strähl \| |
| Arbitro:                                   | Strähl      |                |                 |                                        |

| Zurigo 7 maggio 2022, ore 18:00 7ª giornata | Zürich Renegades | 19 – 62 referto | Thun Tigers | Utogrund\| Arbitro: \| Fouillet \| |
| Arbitro:                                    | Fouillet         |                 |             |                                    |

| Thun 28 maggio 2022, ore 18:00 9ª giornata | Thun Tigers | 20 – 24 referto | Gladiators Beider Basel | Stadion Lachen\| Arbitro: \| Jordan \| |
| Arbitro:                                   | Jordan      |                 |                         |                                        |

| Winterthur 4 giugno 2022, ore 18:00 10ª giornata | Winterthur Warriors | 21 – 24 referto | Thun Tigers | Sportpark Deutweg\| Arbitro: \| Waldburger \| |
| Arbitro:                                         | Waldburger          |                 |             |                                               |

| Thun 19 giugno 2022, ore 14:30 12ª giornata | Thun Tigers | 6 – 36 referto | Bern Grizzlies | Stadion Lachen\| Arbitro: \| Schwarz \| |
| Arbitro:                                    | Schwarz     |                |                |                                         |

| Basilea 25 giugno 2022, ore 18:00 13ª giornata | Gladiators Beider Basel | 34 – 6 referto | Thun Tigers | Stadion Rankhof\| Arbitro: \| Böni \| |
| Arbitro:                                       | Böni                    |                |             |                                       |

### Playoff
| Berna 9 luglio 2022, ore 18:00 Semifinale | Bern Grizzlies | 45 – 0 referto | Thun Tigers | Stadio di atletica leggera Wankdorf\| Arbitro: \| Böni \| |
| Arbitro:                                  | Böni           |                |             |                                                           |

## Statistiche di squadra
| Competizione      | %Vittorie | In casa | In casa | In casa | In casa | In casa | In casa | In trasferta | In trasferta | In trasferta | In trasferta | In trasferta | In trasferta | Totale | Totale | Totale | Totale | Totale | Totale |
| Competizione      | %Vittorie | G       | V       | N       | P       | Pf      | Ps      | G            | V            | N            | P            | Pf           | Ps           | G      | V      | N      | P      | Pf     | Ps     |
| ----------------- | --------- | ------- | ------- | ------- | ------- | ------- | ------- | ------------ | ------------ | ------------ | ------------ | ------------ | ------------ | ------ | ------ | ------ | ------ | ------ | ------ |
| Stagione regolare | .500      | 5       | 3       | 0       | 2       | 136     | 86      | 5            | 2            | 0            | 3            | 120          | 147          | 10     | 5      | 0      | 5      | 256    | 233    |
| Playoff           | .000      | 0       | 0       | 0       | 0       | 0       | 0       | 1            | 0            | 0            | 1            | 0            | 45           | 1      | 0      | 0      | 1      | 0      | 45     |
| Totale            | .455      | 5       | 3       | 0       | 2       | 136     | 86      | 6            | 2            | 0            | 4            | 120          | 192          | 11     | 5      | 0      | 6      | 256    | 278    |